# Bugarach
Bugarach ist ein französischer Ort und eine Gemeinde mit 242 Einwohnern (Stand 1. Januar 2022) im Süden des Départements Aude in der Region Okzitanien.

## Lage und Klima
Der Ort liegt ca. 31 km (Fahrtstrecke) südöstlich von Limoux in einer Höhe von ca. 490 m am Fuß des Pic de Bugarach und wird vom Flüsschens Blanque durchquert, einem Nebenfluss der Sals. Das Gemeindegebiet ist Teil des Regionalen Naturparks Corbières-Fenouillèdes. Das Klima ist gemäßigt bis mild; Regen (ca. 790 mm/Jahr) fällt hauptsächlich im Winterhalbjahr.

## Bevölkerungsentwicklung
| Jahr                      | 1800 | 1851 | 1901 | 1954 | 1999 | 2016 |
| Einwohner                 | 732  | 780  | 506  | 226  | 176  | 224  |
| Quelle: Cassini und INSEE |      |      |      |      |      |      |

Der bereits im 19. Jahrhundert beginnende Bevölkerungsschwund hielt bis in die 1970er Jahre des 20. Jahrhunderts an; er hängt im Wesentlichen mit der Reblauskrise im Weinbau, der Mechanisierung der Landwirtschaft und der Aufgabe bäuerlicher Kleinbetriebe zusammen. Die erneute Zunahme der Bevölkerung seit den 1980er Jahren hat im Wesentlichen touristische Hintergründe, denn laut Anhängern einer Theorie, dass nach dem Maya-Kalender am 21. Dezember 2012 die Welt untergehen würde, wäre Bugarach der einzige Ort gewesen, um die Apokalypse zu überleben. Schon im Sommer 2011 waren die meisten Touristen im Ort Esoteriker. Befürchtete dramatische Ereignisse, etwa Massenselbstmorde, fanden allerdings nicht statt.

## Wirtschaft
Während der Herrschaft Ludwigs XV. mussten auch Männer aus Bugarach im Siebenjährigen Krieg (1756–1763) kämpfen. Viele von ihnen kamen als Gefangene nach Oberschlesien, wo sie das Handwerk des Hütemachens erlernten, eine Fähigkeit, die sie nach dem Ende der Gefangenschaft in ihre Heimat mitbrachten. In seiner Blütezeit hatte das Dorf 1831 über 1.000 Einwohner. Danach zogen aber viele Einwohner wieder aus Bugarach fort und es blieb die landwirtschaftliche Prägung.
Der Ort und sein Umland sind immer noch in hohem Maße landwirtschaftlich orientiert, wobei die Notwendigkeit und der Wille zur Selbstversorgung nach der Verbesserung der Infrastruktur in der zweiten Hälfte des 20. Jahrhunderts heute kaum mehr existieren. Der Ort hat sich zu einem Weinort gewandelt; die hier produzierten Weine dürfen unter verschiedenen Appellationen vermarktet werden. Außerdem werden zahlreiche Ferienwohnungen (gîtes) vermietet.

## Geschichte
Ein erster Nachweis der Existenz einer villa stammt aus dem 9. Jahrhundert. Später taucht der Ort auch in mehreren Dokumenten auf; die Albigenserkriege (1209–1229) gingen an ihm vorbei. Während der Hugenottenkriege (1562–1598) wurden der protestantische Ort, seine Burg und seine Bewohner schwer in Mitleidenschaft gezogen. Im 18. Jahrhundert wurden hier zahlreiche Soldaten für den Siebenjährigen Krieg ausgehoben. Nach dem Zweiten Weltkrieg verließ ein Großteil der verbliebenen Einwohner den kleinen Ort und zog in die Städte; im Jahr 1975 wurden nur noch 125 Einwohner gezählt. Erst der Ende der 1960er Jahre mit dem Zuzug alternativer Landwirte beginnende Aufschwung hat den Ort wieder belebt. Ab dem Jahr 2000 begannen sich Esoteriker für Bugarach zu interessieren. Heute sind die meisten Einwohner Zugezogene und die Wirtschaft orientiert sich in Richtung Tourismus.

## Kultur und Sehenswürdigkeiten

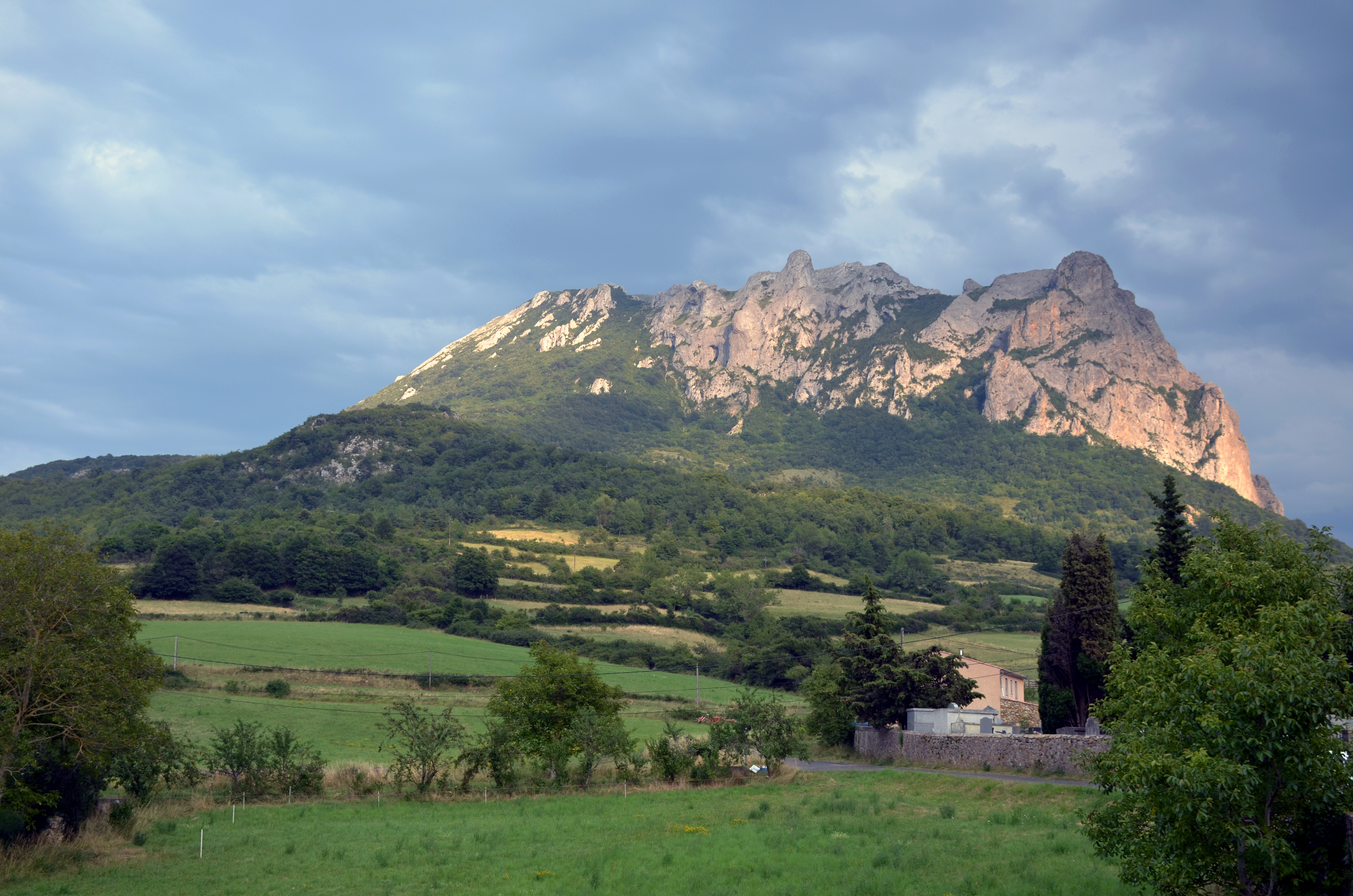
Pic de Bugarach

- Der ca. 1230 m hohe Pic de Bugarach überragt den Ort und ist nahezu von überall sichtbar.
- Die Burg (château) von Bugarach stammt im Wesentlichen aus dem frühen 16. Jahrhundert, doch bereits im Verlauf der Hugenottenkriege wurde sie weitgehend zerstört.[6][7]
- Die einschiffige Église de Notre Dame de l’Assomption ist der Himmelfahrt Mariens geweiht. Sie entstammt im Wesentlichen dem 17. Jahrhundert, d. h. der Zeit nach dem Ende der Religionskriege.

Umgebung
- Eine möglicherweise noch aus römischer Zeit stammende einbogige Brücke (Pont Romain) überquert eine Klamm des Flüsschens Blanque in der Nähe des Dorfes. Sie wurde im Jahr 1993 restauriert.[8]